# 브제스코군

마워폴스카주 지도에 표시된 브제스코군의 위치

브제스코군(폴란드어: powiat brzeski)은 폴란드 마워폴스카주에 위치한 군으로 군청 소재지는 브제스코이며 면적은 590km2, 인구는 93,139명(2019년 기준)이다.
동쪽으로는 타르누프군, 남쪽으로는 노비송치군, 리마노바군, 서쪽으로는 보흐니아군, 북서쪽으로는 프로쇼비체군과 접한다. 7개 지방 자치체(2개 도시형 농촌, 5개 농촌)를 관할한다.

군기
군 문장